# EVO
EVO (Enhanced VOB) je multimediální kontejner, který vychází z kontejneru VOB, používaný na DVD-Video nosičích. Kontejner EVO dokáže pojmout video zakódované do formátu H.264 (MPEG-4 AVC), VC1, MPEG-2 a též audio AC-3 (Dolby Digital), E-AC-3 (Dolby Digital Plus), Dolby TrueHD, DTS, DTS-HD, LPCM a MP2. EVO je používáno na optických discích HD DVD a Blu-ray. 

## Softwarová podpora
EVO kontejner je podporován v komerčních, softwarových přehrávačích PowerDVD a WinDVD na systémech Windows. Na Linuxu lze EVO přehrávat pouze pomocí FFmpeg a to jen nechráněný obsah.